# 예파
예파(穢破, ?~?)는 신라의 관리이다.

## 생애
655년에 백제와 고구려가 신라를 공격해오자, 양산대감(陽山大監)인 그는 조천성(助川城)에서 백제군과 싸우다가 전사했다.
이후 태종무열왕은 그에게 일길찬(一吉飡)을 추증했다.